# Tratatul de la Aynalıkavak

Hanatul Crimeii în urma semnării tratatului de la Kuciuk-Kainargi din 1774.

Tratatul de la Aynalıkavak a fost un tratat între Imperiul Otoman și Imperiul Rus, semnat pe 10 martie 1779. Aynalıkavak este un palat în Istanbul, fiind loc semnării tratatului

## Cauze
Imperiul Otoman a pierdut Hanatul Crimeii, o dependență otomană din 1478, în condițiile tratatului de la Küçükkaynarca din 1774. Hanul crimean, Devlet Giray, (Devlet al IV-lea) a făcut apel la Poarta otomană pentru a reînnoi dependența regiunii, o propunere care nu a fost posibilă în condițiile termenilor de la Kuciuc-Kainargi. Guvernul rus l-a obligat pe Devlet al IV-lea să abdice din cauza discuțiilor cu Poarta pentru schimbarea dependenței și l-a înlocuit cu un han pe care îl putea manipula mai bine, Șahin Giray. Otomanii au declarat intervenția Rusiei în Crimeea împotriva termenilor tratatului de la Küçükkaynarca.

## Tratatul
Cu ambasadorul francez ca mediator, cele două imperii au semnat tratatul de Aynalıkavak pentru a rezolva tensiunile în desfășurare din Crimeea. Termenii tratatului au fost:
- Termenii tratatului de la Kuciuk-Kainargi au fost ratificați.
- Ambele imperii au promis să nu intervină în politica crimeană.
- Partea rusă a promisă să retragă toate trupele din hanat în decurs de 3 luni și 26 de zile.
- Partea otomană îl recunoaște pe Șahin Giray ca han.
- Navelor comerciale ruse li se acordă dreptul de liberă trecere în Marea Mediterană.

## Urmări
Împărăteasa Ecaterina a II-a a Rusiei a planificat anexarea Crimeei, dar era conștient de posibilele consecințe. Ecaterina a intrat în discuții cu Suedia, care a asigurat-o că nu va intra într-o alianță cu turcii, în cazul anexării ruse a Crimeii. Rusia a anexat, în cele din urmă, Crimeea în 1783.